# Isquemia
Isquemia (do grego ισχαιμία; isch- restrição, hema sangue) é a falta de fornecimento sanguíneo para um tecido orgânico devido a obstrução causada por um trombo, seja ele formado por placas gordurosas ou por coágulos sanguíneos. Como o sangue, através das hemácias (glóbulos vermelhos), leva o oxigênio às células, a isquemia resulta em falta de glicose e de oxigenação nas células (hipóxia). O local mal oxigenado tende a ficar roxo e se não for tratado com urgência pode causar a morte. Segundo a OMS, em 2011 foi a maior causa de mortes no mundo, com mais de 7 milhões de mortes de isquemias cardíacas e pelo menos mais 3 milhões por isquemias cerebrais ou pulmonares.

## Classificação
O tipo de isquemia depende da área afetada e dos problemas causados. A isquemia de uma parte do coração (músculo cardíaco denominado "miocárdio") leva ao infarto, devido a obstrução do fluxo sanguíneo por um trombo gerando  infarto agudo do miocárdio (conhecido popularmente como infarto do coração, ou IAM). 
A isquemia em uma parte do cérebro leva ao acidente vascular cerebral (AVC), conhecido como "trombose" (embora nem sempre seja causada por trombos, pode ser também por estenose (estreitamento e/ou bloqueio de uma artéria). Nos membros pode causar gangrena e necessitar amputação. No pulmão pode levar a embolia pulmonar. No intestino é chamada de isquemia mesentérica e pode causar inflamação grave (colite isquêmica). Na pele resulta em descoloração, deixando a pele roxa ou azulada.
É classificado como aguda se a interrupção do fluxo sanguíneo (oclusão do lúmen da artéria) surgir muito rapidamente e crónica se a interrupção do fluxo ocorrer lenta e progressivamente. Cada área possui sua classificações específicas dependendo da presença ou ausência de sintomas.

## Causas

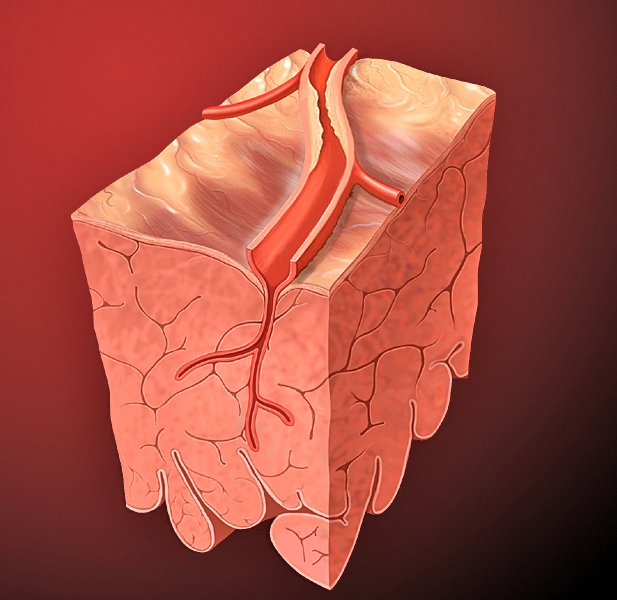
Quanto maior o colesterol LDL (encontrado em carnes, laticínios e gema do ovo) maior o risco do entupimento de artérias.

Um dos fatores que podem levar a uma isquemia é a arteriosclerose causada pela combinação de hiperlipidemia e hipertensão, nos pacientes que sofrem de diabetes mellitus.
- Síndrome do desfiladeiro torácico (compressão do plexo braquial);
- Aterosclerose (placas de gordura obstruindo as artérias);
- Hipoglicemia (baixa do nível normal de glicose);
- Taquicardia (batimento anormalmente rápido do coração);
- Hipotensão (pressão arterial baixa, por exemplo, em séptico insuficiência cardíaca, choque);
- Tromboembolismo venoso (coágulos nas veias);
- Compressão do lado de fora de um vaso sanguíneo, por exemplo, por um tumor ou por síndrome da artéria mesentérica superior;
- Embolia (corpos estranhos na circulação embolia de líquido, por exemplo líquido amniótico);
- Anemia falciforme (glóbulos vermelhos com forma de foice);
- Induzida pela força-g (aceleração do organismo) a restringir o fluxo sanguíneo e forçar o sangue para as extremidades do corpo, tal como exagerando em acrobacias e ou pilotando aviões militares a grande velocidade;
- Frio extremo localizado, como por congelamento ou a terapia de compressão a frio inadequada;
- Garroteamento/Torniquete;
- Um aumento do nível de estimulação do receptor de glutamato;
- Malformações arteriovenosas;
- Doença arterial periférica oclusiva;
- Anemia pode levar o organismo a dar preferência a órgãos vitais causando isquemia nos pés e mãos.

### Fatores de risco
Fatores controláveis:
- Colesterol alto
- Hipertensão arterial
- Tabagismo
- Alcoolismo
- Excesso de peso
- Sedentarismo
- Diabetes Mellitus

Isquemia nos dedos do pé, problema frequente em diabéticos e anêmicos.

- Apneia do sono - aumenta em até 30% a possibilidade de desenvolver arritmias e infarto.
- Transtornos de ansiedade
- Transtornos alimentares

Fatores não controláveis:
- Idade (Homens acima de 45 anos e mulheres acima de 55 anos ou após a menopausa).
- História familiar de isquemias ou predisposição genética.

## Consequências

Isquemia cerebral, popularmente chamada de derrame quando ocorre vazamento de sangue pelo cérebro (área mais escura).

Essa isquemia pode originar muitos danos ao corpo, tais como:
- Infarto do miocárdio ou em outro local;
- Acidente vascular cerebral ou em outro local;
- Gangrena;
- Disfunção erétil;
- Torpor de extremidades (perda parcial ou total da sensibilidade nos pés ou nas mãos);
- Retinopatia diabética;

Se a isquemia chega a eliminar completamente o fornecimento de sangue ao tecido muscular cardíaco, ocorre privação da ATP e da fosfocreatina e acumulação de lactato, o que leva a uma ausência de contracção muscular cardíaca, que por sua vez leva a uma necrose (morte) celular dos tecidos isquémicos, obrigando à amputação de membros.
Se a eliminação do fornecimento de sangue ao coração for gradual, ocorre:
- Diminuição da concentração de oxigênio;
- Dependência do metabolismo anaeróbio ;
- Pouca B-oxidação dos ácidos graxos;
- Disfunção contráctil.

Ao restabelecer-se a corrente sanguínea, verifica-se um aumento da B-oxidação dos ácidos gordos (também chamados ácidos graxos) e uma diminuição da actividade da PDH (pois a principal fonte de energia volta a ser os ácidos gordos e não o piruvato/lactato)
Durante vários períodos da medicina, a isquemia foi estudada não como um fator mas sim como uma doença. Wilmmore & Costill (1941) desenvolveram o método Boll-Scher de estudo e constataram que ela era somente o fator desencadeante de diversas outras condições clínicas.	

## Tratamento

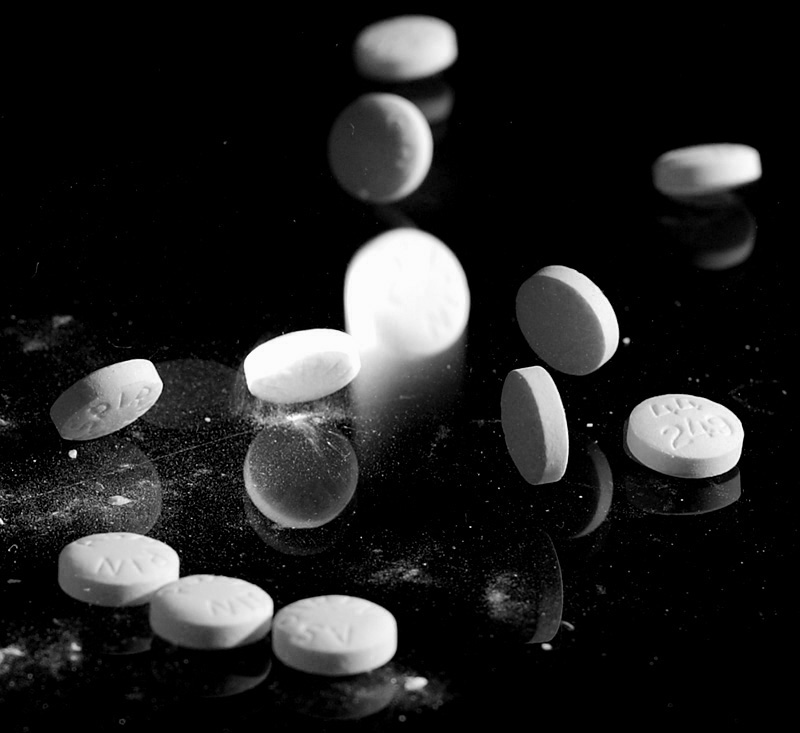
A aspirina trata e previne isquemias, mas aumenta o risco de grandes sangramentos (hemorragias).

### Emergencial
Na fase aguda podem ser usados diversos medicamentos vasodilatadores e/ou anticoagulantes. Dependendo do caso e da gravidade podem ser usados:
- Nitratos como dinitrato de isosorbitol ou propatil nitrato;
- Bloqueador beta-adrenérgico:
  - Não seletivos: propranolol (Propranolol e Inderal); nadolol (Corgard); oxprenolol (Trasitensin) e pindolol (Visken).
  - Cárdio-seletivos: atenolol (Atenol); metoprolol (Seloken).
- Antagonista dos canais de cálcio como nifedipina, o verapamil e o diltiazem;
- Antiadesivo plaquetário. (e.g aspirina, dipiridamol e ticlopidina).

O medicamento adequado vai depender do objetivo:
- Se for para prevenção da hiperatividade simpática: anestésicos, alfa2-agonistas e opioides.
- Para combate às conseqüências da hiperatividade simpática: betabloqueadores.
- Para prevenção da ruptura e inflamação da placa coronariana: estatinas e/ou betabloqueadores.
- Para proteção da célula miocárdica: pré-condicionamento inalatório.

### Prevenção
Para prevenir novos casos é importante:
- Reduzir o colesterol LDL (evitando gordura animal);
- Perder peso caso obeso (perder 0,5kg por mês já diminui muito o risco);
- Fazer pelo menos meia hora de exercícios aeróbicos;
- Parar de fumar;
- Moderar no consumo de bebidas alcoólicas;
- Verificar a pressão, procurando mantê-la saudável (<130-80 mmHg);
- Dieta rica em frutos, vegetais, cereais, legumes. Especialmente linhaça, azeite;
- Medicamentos anticoagulantes como aspirina e varfarina (que causam porém outros riscos);
- Estatinas, no caso de colesterol >240;
- Controle ou prevenção da diabetes (glicemia em jejum < 110 mg/dl; HbA1c < 7%).

Atenção especial para terapias hormonais em mulheres, pois estudos mostram que podem aumentar os riscos de isquemias.